# Heteromyia oedidactyla
Heteromyia oedidactyla är en tvåvingeart som först beskrevs av Ingram och John William Scott Macfie 1931.  Heteromyia oedidactyla ingår i släktet Heteromyia och familjen svidknott. Inga underarter finns listade i Catalogue of Life.